# Varanus brevicauda
Varanus brevicauda este o specie de reptile din genul Varanus, familia Varanidae, descrisă de Boulenger 1898. Conform Catalogue of Life specia Varanus brevicauda nu are subspecii cunoscute.